# Sagron Mis
Sagron Mis és un municipi italià, dins de la província de Trento. L'any 2007 tenia 212 habitants. Limita amb els municipis de Cesiomaggiore (BL), Gosaldo (BL), Tonadico i Transacqua.

## Administració
| Període | Identitat            | Partit        |
| ------- | -------------------- | ------------- |
| 2005-   | Valentino Guadagnini | Llista cívica |